# Station Derby Road (Ipswich)
Derby Road (Ipswich) is een spoorwegstation van National Rail in Ipswich, Ipswich in Engeland. Het station is eigendom van Network Rail en wordt beheerd door Greater Anglia. 